# アリールエステラーゼ
アリールエステラーゼ(Arylesterase、EC 3.1.1.2)は、以下の化学反応を触媒する酵素である。
酢酸フェニル + 水{\displaystyle \rightleftharpoons }フェノール + 酢酸
従って、この酵素の基質は酢酸フェニルと水の2つ、生成物はフェノールと酢酸の2つである。
この酵素は、加水分解酵素に分類され、特にカルボキシルエステル結合に作用する。系統名は、アリール-エステルヒドロラーゼ(aryl-ester hydrolase)である。その他、A-エステラーゼ、パラオキソナーゼ、芳香族エステラーゼ等とも呼ばれる。この酵素は、ビスフェノールの生分解に関与している。

## 構造
2007年末時点で、この酵素の2つの構造が解かれている。蛋白質構造データバンクのコードは、1V04と1VA4である。